# Albrechtice (okres Ústí nad Orlicí)
Albrechtice (německy Olbersdorf, v době svého založení Albrechtsdorf, později i Olbschtoff a Buttapilz) je vesnice v okrese Ústí nad Orlicí v Pardubickém kraji. Tato obec s 438 obyvateli a rozlohou 1 007 ha leží na jihovýchodě okresu Ústí nad Orlicí asi 7 km od hranic s okresy Svitavy (jižně) a Šumperk (východně). Táhne se od hranice s obcí Sázava na křižovatce silnice první třídy I/43 se silnicí třetí třídy, podél které obec dále pokračuje až ke konci silnice. Obcí prochází řeka Moravská Sázava, která se nedaleko Zábřeha vlévá do Moravy. Leží asi 3 km severovýchodně od Lanškrouna.

## Název
V letech 1880–1910 nesla obec název Albrechtice t. Ouprachtice.

## Historie
První písemná zmínka o obci pochází z roku 1304.
V letech 1869–1975 byla samostatnou obcí, v období od 1. ledna 1976 do 23. listopadu 1990 příslušela jako místní část k Lanškrounu, od 24. listopadu 1990 je opět samostatnou obcí.
Po druhé světové válce došlo v Albrechticích k odsunu Němců.
Právo užívat znak a vlajku bylo obci uděleno rozhodnutím předsedy Poslanecké sněmovny Parlamentu České republiky dne 14. března 2002.

## Obyvatelstvo
| Rok            | 1869 | 1880 | 1890 | 1900 | 1910 | 1921 | 1930 | 1950 | 1961 | 1970 | 1980 | 1991 | 2001 | 2011 | 2021 |
| -------------- | ---- | ---- | ---- | ---- | ---- | ---- | ---- | ---- | ---- | ---- | ---- | ---- | ---- | ---- | ---- |
| Počet obyvatel | 780  | 868  | 926  | 816  | 825  | 768  | 700  | 439  | 517  | 498  | 507  | 486  | 495  | 469  | 452  |
| Počet domů     | 126  | 130  | 133  | 134  | 137  | 141  | 140  | 121  | 100  | 95   | 116  | 124  | 137  | 147  | 148  |

## Pamětihodnosti
- Kostel svaté Anny
- Sloup se sousoším Piety

## Doprava
Nachází se zde čtyři autobusové zastávky uvnitř obce na silnici třetí třídy (od severu na jih) a jedna mimo obec na silnici první třídy:
- Albrechtice „Horní konec“
- Albrechtice „Bytovky“
- Albrechtice „Obecní úřad“
- Albrechtice „U splavu“
- Albrechtice „Ozdravovna“